# Ніко Перес
Ні́ко Пе́рес (ісп. Nico Pérez) — селище департаменту Флорида, центральної частини Уругваю. Межує з департаментом Лавальєха.

## Історія
Поселення з назвою Ніко Перес було засноване 25 червня 1883 року за рішенням Президента Уругваю - Максімо Сантоса, а вже 10 квітня 1896 року - отримало статус Селища (ісп. Pueblo).
19 березня 1907 року Ніко Перес, відповідно до Указу № 3.148, стає частиною міста Хосе Батльє і Ордоньєс в розрізі департаментів Лавальєха та Флорида. І тільки 14 жовтня 1955 року частина поселення, що знаходилась в межах Флориди, знову стає самостійною адміністративною одиницею. За Указом № 12.232 Ніко Перес відокремлюється від Хосе Батльє і Ордоньєс та отримує статус Селища (ісп. Pueblo).

## Географія
Розташований на кордоні з департаментом Лавальєха, поруч з містечком Хосе Батльє і Ордоньєс. Між цими двома населеними пунктами проходить автомобільна  Траса 7 та залізнична дорога.

## Населення
Населення за даними за 2011 р. становить 6 362 чоловік.
| Рік  | Населення |
| ---- | --------- |
| 1908 | 1 149     |
| 1963 | 743       |
| 1975 | 958       |
| 1985 | 580       |
| 1996 | 890       |
| 2004 | 1 049     |
| 2011 | 1 030     |

Джерело: Instituto Nacional de Estadística de Uruguay